# Final Fantasy VI
Final Fantasy VI es un videojuego de rol desarrollado y publicado por Squaresoft para Super Nintendo. Es el sexto título principal de la saga Final Fantasy y el último con gráficos 2D basados en sprites. Fue lanzado el 2 de abril de 1994 en Japón y el 11 de octubre del mismo año en Norteamérica; posteriormente Tose lo adaptó con pequeñas diferencias para PlayStation en 1999 y Game Boy Advance en 2006. También tuvo dos nuevas versiones que introdujeron cambios sustanciales en el apartado gráfico y sonoro: la primera fue publicada para dispositivos móviles y PC en 2014 y 2015, respectivamente, y la segunda en 2022 bajo el nombre Pixel Remaster para varias plataformas.
Ambientado en un mundo steampunk, donde se cree que la magia desapareció hace un milenio tras la guerra contra los legendarios «espers», la historia sigue a un grupo de catorce personajes jugables que forman parte de los Replicantes, una organización rebelde que se opone a la ambición expansionista del Imperio Gestahl. Los temas que aborda, en general, son más oscuros y maduros que en los Final Fantasy anteriores —algunos inéditos en el género de rol—, como la rebelión contra una dictadura militar, los crímenes de guerra, la experimentación inmoral, el apocalipsis, varios arcos argumentales de redención personal, el embarazo adolescente, el suicidio y la renovación de la esperanza y la vida misma. Por su presentación más cinematográfica, algunas de sus escenas son consideradas ejemplos tempranos de «videojuego como forma de arte».
Fue el primer título que dirigió alguien distinto al creador de la saga, Hironobu Sakaguchi, ya que fueron Yoshinori Kitase y Hiroyuki Itō quienes ocuparon el puesto. Yoshitaka Amano regresó como diseñador de personajes y artista conceptual, mientras que Nobuo Uematsu volvió a componer la banda sonora, que ha sido publicada en varios álbumes. Su desarrollo comenzó en diciembre de 1992, una vez finalizado Final Fantasy V, y tomó alrededor de un año. El sistema de juego mantiene la base de sus predecesores, con combates por turnos donde los miembros del grupo obtienen puntos de experiencia para subir de nivel. A esto se suman elementos de exploración en un mapamundi que alberga pueblos, mazmorras y otras ubicaciones. Su principal innovación fue la incorporación de las «magicitas», objetos que permiten personalizar de forma considerable los hechizos y la mejora de atributos de cada personaje. También marcó un hito dentro de la franquicia al incorporar, a partir de su segunda mitad, un desarrollo no lineal de la aventura, así como al ser la primera entrega en la que los protagonistas no consiguen evitar la destrucción del mundo —hecho que se refleja en la transición del «Mundo del Balance» al «Mundo en Ruinas»—.
Reeditado y aclamado por la crítica, varios medios lo consideran un punto de inflexión sin precedentes dentro de la serie y del género RPG. De acuerdo al agregador de reseñas GameRankings, la versión original obtuvo una valoración media del 93.96 %; los comentarios positivos se centran en la banda sonora, la historia, el sistema de combate y sus momentos emblemáticos. Las críticas retrospectivas siguen destacando su argumento y personajes, así como su impacto en la franquicia. La prensa especializada suele nombrar a su antagonista, Kefka, como uno de los mejores y más icónicos villanos del medio. Fue un éxito comercial en Japón tras su lanzamiento original, y a mediados de 1994 ya había comercializado 2.55 millones de copias en el país, donde se convirtió en el videojuego más vendido del año. Con 860 000 unidades distribuidas al extranjero, Sakaguchi estimó que no tuvo tan buena acogida en Norteamérica.

## Sistema de juego
Como los títulos previos de la saga, Final Fantasy VI es un juego de rol con combates por turnos y elementos de exploración. La vista de su mapa está dividida en dos planos: el mundo exterior y los pueblos y mazmorras. El primero es una versión a escala del universo ficticio del juego, donde el usuario dirige a los personajes a distintos lugares, ya sea caminando, a lomos de un chocobo o a bordo de un dirigible. Al recorrer el mapamundi a pie pueden aparecer enemigos en encuentros aleatorios. La trama se desarrolla mientras el jugador progresa a través de distintos asentamientos, mazmorras o cuevas. Los personajes no jugador (PNJ) de los pueblos ofrecen información provechosa, así como objetos, armas o armaduras. Conforme se avanza en la historia, visitar ciertas ubicaciones activa misiones secundarias. Las mazmorras se ambientan en diferentes entornos, como laberintos, calabozos, cavernas, bosques o edificios. Estos lugares normalmente resguardan cofres del tesoro, con objetos poco comunes que no suelen encontrarse en las tiendas. Algunos laberintos también albergan rompecabezas —que requieren que el usuario divida a los personajes en grupos—, así como jefes opcionales y obligatorios para que prosiga la trama.

La interfaz de batalla en inglés de la versión norteamericana para SNES. A la derecha se muestran los nombres de los miembros activos, sus puntos de salud y sus barras BTA. Los comandos de la izquierda varían según el personaje; por ejemplo, en el turno de Sabin aparece la opción «Técnica» («Blitz» en la imagen), que le permite ejecutar ataques especiales.

El usuario gestiona mediante las pantallas de menús la formación de combate, qué personajes forman parte del grupo activo, su equipamiento o las magias que aprenderán. También puede consultar el estado de los miembros y sus estadísticas, como sus puntos de experiencia y nivel, además de atributos específicos para las batallas, como «fuerza», «rapidez» o «resistencia». A su vez, las batallas se manejan a través de un menú de comandos, donde el jugador selecciona las acciones a partir de varias opciones, como «Atacar», «Magia» u «Objetos». El grupo de luchadores está formado por un máximo de cuatro miembros. En lugar de usar los clásicos combates por turnos del género, la entrega siguió con el ya tradicional sistema de la saga: la «Batalla de tiempo activo» (BTA), que Hiroyuki Ito diseñó para Final Fantasy IV. Con este formato, antes de poder ejecutar cualquier comando, cada personaje o enemigo debe llenar una barra de acción propia, que se va completando de forma individual en función de la estadística de velocidad que tenga. Al derrotar a todos los rivales, el grupo obtiene puntos de experiencia y guiles, la divisa del juego.
Cada personaje posee un comando único con diferentes efectos en la batalla. Por ejemplo, Locke tiene la opción «Robar» y Celes puede usar «Síntesis» para absorber hechizos. La mayoría de estas habilidades están enfocadas a causar daño: con «Utensilios» Edgar ataca mediante armas especiales; Shadow puede lanzar objetos, como shurikens, con «Arrojar»; y Cyan utiliza técnicas especiales con su espada gracias a «Bushido». Algunos presentan mecánicas más complejas, como «Salto» de Gau, que solo se puede seleccionar en una ubicación específica y provoca que el personaje abandone la pelea a lomos de un monstruo. Cuando el grupo vuelve a encontrarse con Gau en otro combate, habrá aprendido las técnicas del enemigo y las podrá usar como propias. De forma similar, «Bagaje» de Strago le permite aprender los hechizos que le lancen los rivales. Aparte de estos comandos, cuando un luchador tiene pocos puntos de salud puede asestar un «ataque desesperado», precursor de los «Límites» que introdujo Final Fantasy VII (1997).

### Personalización

El menú de configuración de los espers en GBA (2006). Arriba aparece la información del personaje y de la magicita que tiene equipada. En medio, los hechizos que enseña el esper, su multiplicador de adquisición y su porcentaje de progreso. Abajo se muestra el ataque especial que ejecuta al invocarse.

Los personajes pueden equiparse con una gran variedad de armas, armaduras y accesorios (llamados «preseas») para incrementar sus estadísticas y obtener habilidades especiales. Gran parte de los protagonistas pueden usar la mayoría de estos equipos, y cada uno puede llevar hasta dos preseas. Estas tienen diversos usos y efectos: algunas alteran comandos de batalla, permiten a los personajes usar múltiples armas, proveen estados beneficiosos o lanzan hechizos automáticamente.
Abandonando el formato flexible de clases de su precuela, en Final Fantasy VI cada combatiente tiene una clase o rol predeterminado. Por el contrario, el título ofrece mayor libertad en las estadísticas y habilidades que los personajes pueden aprender, gracias al sistema de «magicitas». Estas reliquias, además de servir para invocar a criaturas llamadas «espers», se pueden equipar a los miembros del grupo. Mientras un personaje tenga una magicita, recibirá «Puntos de Habilidad» (PH) y aprenderá gradualmente los hechizos que el cristal tenga asociados, además de recibir bonos estadísticos al subir de nivel. Por ello, aunque al inicio solo dos personajes pueden usar magia, casi todos los demás pueden aprender gracias a este sistema. Cada magicita posee hechizos específicos, que se desbloquean en función de los PH obtenidos y de su multiplicador relacionado.

## Historia

### Ambientación

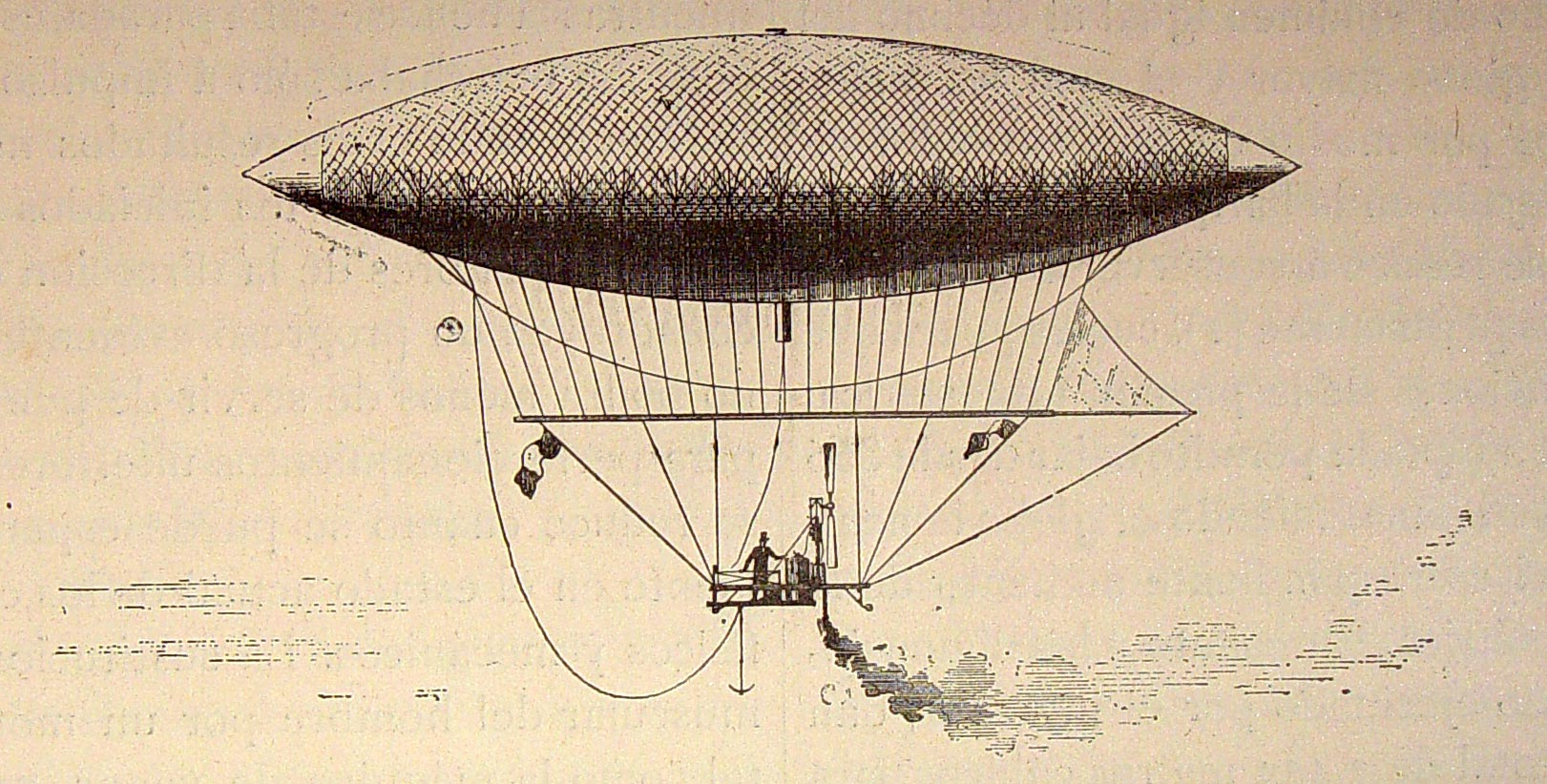
Al inicio del desarrollo, se planteó que el universo de Final Fantasy VI combinara fantasía con tecnología, lo que dio resultado a su ambientación steampunk.

Durante el transcurso del juego, la geografía del mundo se ve alterada por los acontecimientos del argumento. En la primera parte, el planeta está conformado por grandes continentes y un extenso océano; se conoce como el «Mundo del Balance». Dicho mapa está plagado de pueblos, bosques, desiertos, castillos y bases militares. Tras el evento apocalíptico que desencadena el antagonista, su aspecto cambia de forma notable y se convierte en el «Mundo en Ruinas»: los continentes quedan esparcidos en islas, los monstruos se vuelven más poderosos, la vida en general ha decaído y muchas personas han muerto. Reflejando esta nueva situación, el cielo se tiñe de rojo y el mar adquiere un tono púrpura.
En contraste con el entorno puramente medieval visto en anteriores juegos de la saga, Final Fantasy VI incorpora elementos de estética steampunk. De este modo, presenta varias referencias al siglo XIX, como un edificio de la ópera, y un nivel tecnológico parecido al de la Segunda Revolución Industrial, donde abundan trenes y máquinas de vapor. Esta ambientación también se advierte en el diseño de sus asentamientos, como la explotación minera de Narshe o el tecnológico castillo de Fígaro. Además, se pueden hallar algunos ejemplos de ingeniería y armamento moderno, como motosierras, taladros y ballestas automáticas, así como las armaduras Magitec, bípedos mecánicos que emplean los soldados del Imperio.
La magia tiene su origen varios milenios antes que los hechos del juego, en el enfrentamiento de tres dioses rivales, la Tríade Marcial. Fruto de su poder nacieron los espers, criaturas sobrenaturales que sirvieron como soldados en la contienda. Al ver el mundo devastado por su lucha, las deidades decidieron pactar una tregua y se sellaron en estatuas de piedra. El prólogo se encarga de introducir la posterior Guerra de los Magi, que ocurrió mil años antes que los sucesos de la trama, a raíz de que los seres humanos esclavizaran a los espers para explotar su energía vital. Ambos grupos se enzarzaron en combate, pero finalmente los espers decidieron exiliarse a través de un portal a otra dimensión, llevándose consigo las estatuas de la Tríade Marcial. Con ello, la magia desapareció, y en su lugar la humanidad se centró en el desarrollo tecnológico. En la época contemporánea a la historia del título, el emperador Gesthal consiguió acceder al mundo de los espers y capturar a varias criaturas. Gracias a esto, el Imperio desarrolló maquinaria combinada con hechicería —el armamento Magitec— e infusionó magia artificialmente en personajes como la general Celes Chere o el consejero imperial Kefka Palazzo, quien quedó mentalmente afectado por el proceso. Al Imperio y su expansionismo se le oponen los Replicantes, una organización rebelde que pretende liberar las ciudades invadidas.

### Argumento
La historia comienza con Terra Branford, quien busca en nombre del Imperio al esper Valigarmanda, congelado dentro de las minas de la ciudad septentrional de Narshe. En un misterioso ataque, la criatura mata a los dos soldados imperiales que la acompañan y la libera del control mental al que estaba sometida, pero la joven es incapaz de recordar nada de su pasado. Entonces Terra conoce al cazador de tesoros Locke Cole, quien la salva de un ataque de un grupo de soldados y promete protegerla. Locke la conduce al reino de Fígaro, donde conocen al rey Edgar Roni Fígaro, a su hermano gemelo Sabin, a los Replicantes —la organización rebelde que se opone a las prácticas del Imperio— y a su líder, Banon; pese a su incertidumbre, Terra acepta unirse a ellos y ayudarlos en la lucha contra la nación enemiga. Mientras tanto, el general Kefka Palazzo busca a la muchacha: al enterarse de que Edgar la está ocultando, ataca el castillo y la ciudad de Fígaro del Sur, lo que obliga a la Replicantes a huir.

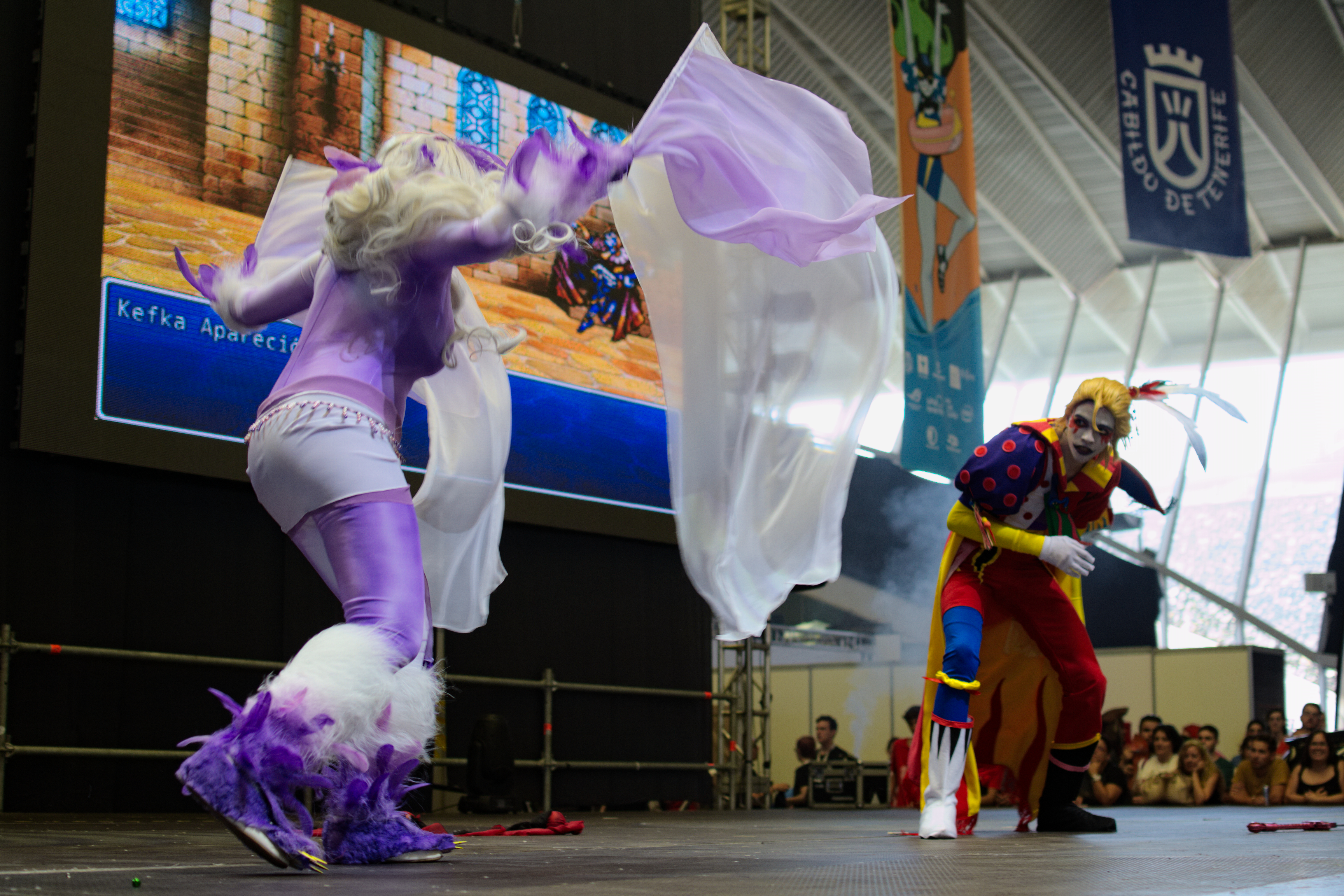
Cosplayers recreando un combate entre Terra Branford transformada en esper y el antagonista principal, Kefka Palazzo.

Con el objetivo de impedir que el Imperio obtenga al esper congelado, los protagonistas se reúnen en la ciudad de Narshe. Antes de este encuentro, se les unen nuevos aliados: Cyan Garamonde, un caballero del Reino de Doma y uno de los escasos sobrevivientes del ataque perpetrado por Kefka, quien envenenó las aguas del castillo y a sus habitantes; Gau, un niño salvaje originario de las praderas; y Celes Chere, una exgeneral imperial condenada a muerte por traición. En las minas de la ciudad, Terra vuelve a entrar en contacto con la criatura y se transforma en un ser similar a un esper; confusa, pierde el control y vuela hacia otro continente. Finalmente sus compañeros la encuentran conmocionada en Zozo. Para salvarla, el esper Lamú, quien la estaba cuidando, les recomienda que partan hacia la capital imperial, Vector, para buscar ayuda de los espers presos allí. Como necesitan un medio de transporte, reclutan al tahúr Setzer Gabbiani, dueño del último barco volador del mundo, gracias a unos tejemanejes en la Ópera. En Vector, se infiltran en los laboratorios Magitec y conocen al ingeniero Cid y al esper Maduin, quien rebela ser el padre de Terra. Las demás criaturas deciden dar sus vidas para transformarse en magicitas, la forma cristalizada de su esencia al morir. Antes de que puedan escapar, Kefka aparece para sembrar una duda momentánea sobre las intenciones de Celes. Como prueba de su lealtad, ella se queda cubriendo la retirada del equipo mientras huyen de los soldados imperiales.
De regreso a Zozo, Terra acepta su origen como hija de un esper y una humana tras revivir los recuerdos de su pasado. Banon y los Replicantes le piden contactar al mundo mágico, pero los espers, furiosos por la muerte de sus compañeros, destruyen Vector. El emperador Gestahl se rinde, arresta a Kefka por sus crímenes e invita a los rebeldes a un banquete para negociar la paz. Por solicitud del gobernante, el grupo viaja a Thamasa —donde se les unen Strago Magus y su nieta Relm Arrowny— para buscar a los espers y ofrecerles una tregua, pero Kefka escapa y asesina a los que quedaban vivos para apoderarse de sus magicitas, así como al general Leo, de manera que revela la traición de Gestahl. Junto a Kefka, accede al mundo esper, despierta a la Tríade Marcial y crea un continente flotante desde donde dominar el mundo. Intentando detenerles, Celes apuñala al general, pero no logra matarlo y en cambio lo sume en la locura. De esta forma Kefka mata al emperador, altera el equilibrio de la Tríade y provoca una catástrofe global. Los Replicantes huyen, pero se dispersan cuando una tormenta destruye el barco de Setzer.
Un año después, Celes despierta de un coma profundo en una isla desierta junto a Cid, quien la mantuvo con vida. Descubre que Kefka ha absorbido el poder de las tres estatuas para reinar sobre el mundo como un dios y que ha provocado el declive progresivo de toda vida en el planeta. Tras un momento inicial de desesperación, la exgeneral encuentra el coraje para abandonar la isla en busca de sus compañeros desaparecidos. Después de reunirse, los miembros de la resistencia deciden enfrentarse al villano y poner fin a su reinado. Cuando consiguen subir a su torre, destruyen les estatuas de la Tríade Marcial y finalmente lo derrotan. La hazaña resulta en la completa extinción de la raza esper y la desaparición de la magia, lo que marca el inicio de una nueva era; Terra, sin embargo, logra sobrevivir gracias a su mestizaje. Los protagonistas al final escapan del torreón en medio de su derrumbe y el mundo comienza a sanar lentamente.

## Personajes
Final Fantasy VI cuenta con un elenco de catorce personajes jugables, el mayor número de una entrega principal de la saga. Durante algunas escenas determinadas, el jugador también puede controlar a ciertos personajes secundarios. La primera heroína que presenta el juego es Terra Branford, mitad humana y mitad esper, que pasó la mayor parte de su vida como una esclava del Imperio a causa de sus poderes. Se unió a Los Replicantes para escapar de sus captores y averiguar su verdadera identidad. Otros miembros de la rebelión son Locke Cole, un carismático cazador de tesoros con el impulso de proteger a las mujeres debido a un evento traumático de su pasado; Edgar Roni Fígaro, un mujeriego y rey de Fígaro, que finge lealtad al Imperio mientras suministra ayuda a los Replicantes; y Sabin René Fígaro, hermano de Edgar que abandonó la corte real para perfeccionar su habilidad en las artes marciales.
Con el transcurso de la trama, a estos se les une Celes Chere, una exgeneral condenada por cuestionar los métodos del Imperio, a quien Locke rescata pese a su reticencia inicial; Cyan Garamonde, un samurái anticuado, el último superviviente del reino de Doma después de que Kefka envenenara sus suministros de agua; Setzer Gabbiani, un tahúr y aventurero, dueño del dirigible Blackjack; Shadow, un misterioso mercenario que ayuda tanto a los Replicantes como al Imperio conforme contraten sus servicios; Strago Magus, un hechicero descendiente de los últimos humanos que podían usar magia; Relm Arrowny, nieta de Strago y artista; Gau, un niño salvaje que Sabin y Cyan encontraron en el Pastizal; Mog, un moguri de las minas de Narshe; Umaro, un yeti originario de la misma ciudad; y Gogo, un maestro del mimetismo.
La mayoría de los protagonistas guardan rencillas contra el Imperio o, concretamente, contra Kefka Palazzo, el antagonista principal del título. Kefka fue el primer guerrero Magitec, pero el proceso para obtener magia le dejó inestable mentalmente. Ataviado con ropajes coloridos, siente desprecio hacia toda forma de vida y se caracteriza por su personalidad histérica, su narcisismo y su discurso nihilista. Se ganó el favor del emperador Gestahl, un déspota frío y calculador, obsesionado con obtener la magia de los espers y la expansión de su nación por cualquier medio. En contraste con Kefka, el general Leo Cristophe es un guerrero honorable que mantiene sus principios morales. Algunos personajes secundarios son Cid, ingeniero del Imperio a cargo de los experimentos de Magitec y figura paterna de Celes; Banon, el líder de los Replicantes; Maduin, el esper padre de Terra; y Ultros, jefe recurrente parecido a un pulpo que sirve como alivio cómico.

### Narrativa coral y protagonismo

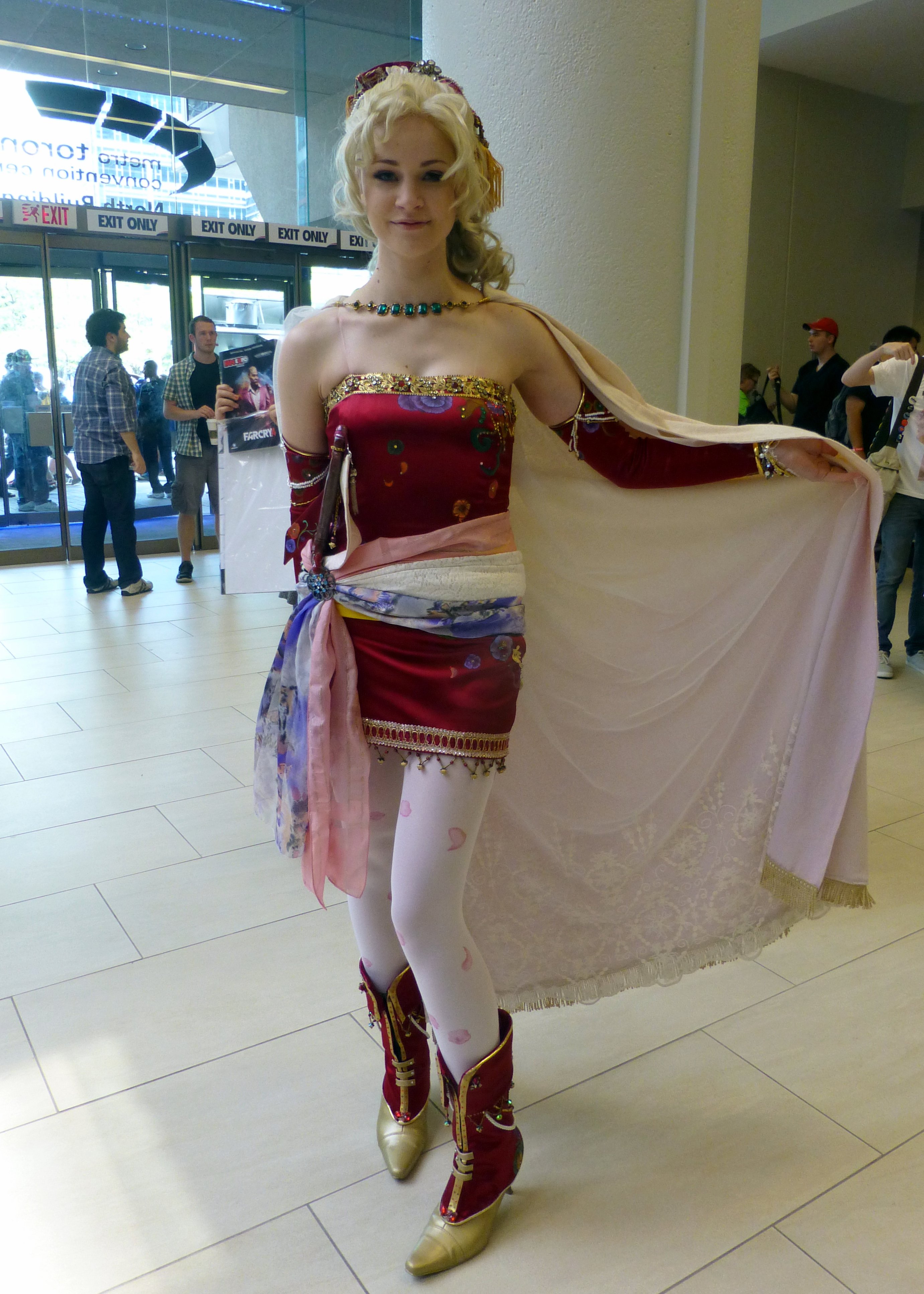
Pese a que la intención de los desarrolladores era que no hubiera un protagonista definido, en general los medios y la propia trama recalcan la importancia de ciertos personajes sobre los demás. A menudo se cita a Terra como la heroína principal de Final Fantasy VI, dada su relevancia en la trama y su aparición en el logotipo. Otros personajes a menudo referenciados como posibles protagonistas son Celes y Locke. En la imagen, una cosplayer de Terra en su forma humana.

Fue durante las primeras etapas de desarrollo que el equipo de Squaresoft decidió ampliar la cantidad de personajes jugables, inspirados por los orígenes literarios del género y por Dragon Quest IV, una aventura de rol publicada en 1990 cuyos cuatro primeros capítulos tienen un protagonista diferente. Partiendo de ese enfoque distinto desde su concepción, tanto directores como programadores y diseñadores tuvieron la oportunidad de aportar ideas en una sesión de brainstorming. De este modo, el concepto de cada personaje vino de la mano de diferentes personas; Hironobu Sakaguchi ideó a Terra y Locke; Yoshinori Kitase a Celes y Gau; Tetsuya Nomura a Shadow y Setzer; y Kaori Tanaka a Edgar y Sabin.
El objetivo era que cada miembro del grupo tuviera un papel protagonista. En los Final Fantasy I, II y III, los héroes eran anónimos o tenían un escaso desarrollo. En la cuarta y la quinta entrega, los personajes adquirieron mayor individualidad, con protagonistas como Cecil Harvey y Bartz Clauser, cuyos juegos se cimientan alrededor de sus búsquedas personales. Pese a que intentaba alejarse de ese tipo de narrativa, Kitase señaló la dificultad de mantener un equilibrio entre los personajes y alternar entre sus historias. Citó el caso de Celes y Kefka, que se volvieron más relevantes de lo que se pretendía originalmente conforme iba escribiendo más escenas.
La trama se estructura en diferentes escenarios, donde el jugador controla a personajes distintos según las circunstancias. Por ello, pese a que comienza con el foco en Terra y Locke, posteriormente se divide en tres grupos que tienen aventuras por separado. A su vez, la segunda parte del título comienza a manos de Celes, y para vencer al jefe final solo son necesarios la exgeneral, Edgar y Setzer. Esta aproximación polifacética de la historia generó, como buscaban los guionistas, que la figura protagonista no fuera clara. Sin embargo, distintos medios a menudo señalan a Terra como el eje central del título, ya que es el primer personaje controlable, tiene un papel relevante en la trama y su presencia fue mayoritaria en la campaña de promoción —además de que Yoshitaka Amano la ilustró en numerosas ocasiones—. También presenta paralelismos con otros héroes de la saga como Cecil y Cloud, con una historia centrada en la pérdida de memoria y la búsqueda de su identidad. Otro candidato es Locke, que tiene un papel más destacado al inicio pero que se va diluyendo hacia el final de la obra. Por otra parte, algunos medios argumentan que Terra comparte protagonismo con Celes, ya que la primera queda relegada a segundo plano tras la victoria de Kefka, mientras que la exgeneral lidera la reagrupación de los Replicantes. Por tanto, cada una quedaría como la figura principal del Mundo del Balance y del Mundo en Ruinas.

## Producción
| Productor                   | Hironobu Sakaguchi |
| Directores                  | Yoshinori Kitase Hiroyuki Itō                                                                                               |
| Jefes de programación       | Ken Narita Kiyoshi Yoshii                                                                                                   |
| Directores gráficos         | Tetsuya Takahashi Kazuko Shibuya Hideo Minaba Tetsuya Nomura                                                                |
| Compositor                  | Nobuo Uematsu |
| Diseñado de imagen          | Yoshitaka Amano |
| Planificación de batallas   | Yasuyuki Hasabe Akiyoshi Oota                                                                                               |
| Planificación de fondos     | Yoshihiko Maekawa Keita Etoh Satoru Tsuji Hidetoshi Kezuka                                                                  |
| Planificación de eventos    | Tsuka Fujita Keisuke Matsuhara                                                                                              |
| Programadores de efectos    | Hiroshi Harata Satoshi Ogata                                                                                                |
| Programador de batallas     | Akihero Yamaguchi |
| Programador de sonido       | Minoru Akao |
| Diseño gráfico de efectos   | Hirokatsu Sasaki |
| Diseño gráfico de fondos    | Takahara Matsuo Yusuke Naora Nobuyuki Ikeda Tomoe Inazawa Kaori Tanaka Takamichi Shibuya Shinichirō Hamaska Akiyoshi Masuda |
| Diseño gráfico de criaturas | Hitoshi Sasaki |
| Diseño gráfico de objetos   | Kazuhiro Ohkawa |
| Ingeniero de sonido         | Eiji Nakamura |
| Traductor (al inglés)       | Ted Woolsey |
| Referencias                 | [ 8 ] [ 82 ] |

La empresa japonesa Squaresoft comenzó con el desarrollo poco después del lanzamiento de su predecesor, Final Fantasy V, en diciembre de 1992, y solo fue necesario alrededor de un año para terminarlo. El director y creador de la serie, Hironobu Sakaguchi, no pudo involucrarse como sí lo había hecho en los dos títulos anteriores debido a compromisos con otros proyectos y a su ascenso a vicepresidente de la compañía en 1991. Por este motivo se labró un rol como productor y supervisor, y nombró a Yoshinori Kitase y a Hiroyuki Itō como directores: Kitase se encargó de la trama y de los escenarios, mientras que Itō se hizo cargo de todos los aspectos relacionados con el combate. Yoshitaka Amano, un colaborador habitual en la franquicia, regresó como artista conceptual y diseñador de personajes. Sus ilustraciones se convirtieron en la base de los modelos de los vídeos de movimiento completo producidos para la versión de PlayStation.
El concepto detrás de la historia de Final Fantasy VI era que cada personaje pudiera ser el protagonista de la aventura y evitar una narrativa centrada en una sola figura principal, para expandirla alrededor de un elenco grande y variado. La intención de los desarrolladores era que los personajes dejaran de ser simples luchadores para convertirse en héroes complejos con motivaciones, pensamientos y personalidades únicas, con el fin de evocar fuertes sentimientos y emociones en los jugadores. Todos los miembros del equipo de desarrollo aportaron ideas para los protagonistas y sus historias dentro de la trama general, en un esfuerzo creativo conjunto que Kitase describió como un «proceso híbrido».
Para subvertir el esquema narrativo típico de los videojuegos de rol de la época, en el que el héroe en cuestión consigue frustrar los planes del villano en el último minuto y salvar al mundo, los desarrolladores decidieron incluir un evento apocalíptico en la historia, con la caída del mundo que causó Kefka. Optaron por que la segunda mitad del título fuera menos lineal, como una especie de mundo abierto, para dar a los usuarios mayor libertad de elección sobre qué personajes recuperar y cómo proceder con la conclusión de la historia. Esta capacidad de elección también se vio reforzada en las secuencias que dependen de las decisiones o habilidades del jugador; un ejemplo es la escena de Celes en la segunda parte de la historia: si logra pescar peces sanos para alimentar a Cid, este sobrevivirá, mientras que de lo contrario el científico morirá y Celes intentará suicidarse. Entre cuatro y cinco personas elaboraron el guion final bajo supervisión de Kitase, quien también se encargó de los eventos clave, como la escena de la ópera, el intento de suicidio de la exgeneral o las apariciones de Kefka.
Fue el último título de la serie desarrollado para consolas de 16 bits y en 2D, con un grupo de programadores expertos capaces de aprovechar al máximo el potencial de la Super Nintendo Entertainment System. Kitase declaró más tarde que lamentaba el momento en que se creó el juego, ya que las limitaciones del sistema obligaron a los desarrolladores a buscar soluciones creativas y sacar todo el partido posible con lo que tenían disponible. Aun así, lograron mejoras gráficas y de sonido significativas en comparación con sus predecesores. La producción del juego se mantuvo dentro del plazo y del presupuesto, a pesar de las dificultades que surgieron hacia el final por tener que corregir numerosos errores en el código. Hacia el término del proyecto, los programadores declararon que estaba «plagado de bugs», ya que Squaresoft aún no tenía herramientas o software específico para ayudar a los desarrolladores a identificar tales problemas.

### Gráficos y diseño artístico

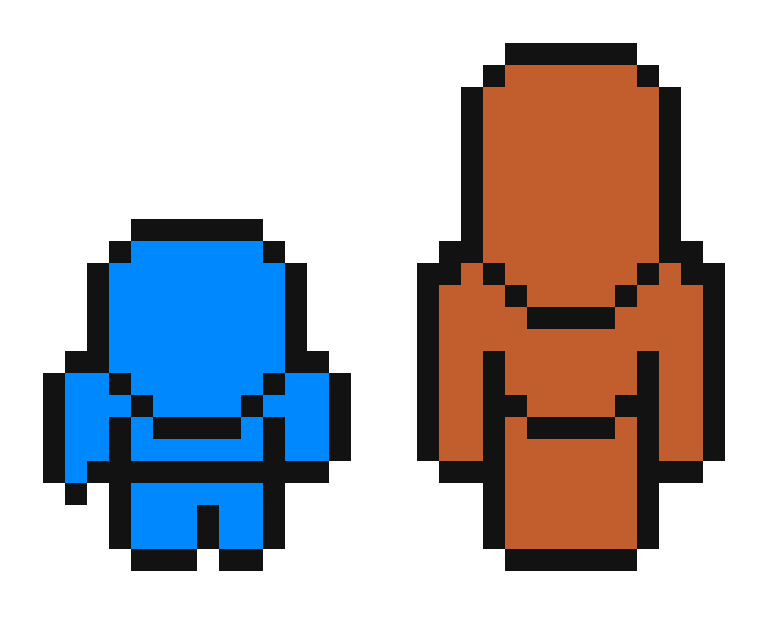
Comparación del tamaño de los sprites de los personajes en el mapamundi de Final Fantasy V, con 16 píxeles de altura, y VI, con 24.

Conforme avanzaba el ciclo de vida de Super Nintendo, también mejoraba la tecnología y el almacenamiento de sus cartuchos. Así, Final Fantasy IV contaba con 8 MB de espacio, número que se duplicó para su sucesor y que alcanzó los 24 MB para la sexta obra. Esto conllevó una serie de ventajas a la hora del desarrollo, en especial porque aumentó su capacidad gráfica y acústica. Por ejemplo, la paleta de colores fue más extensa, lo que evitó los característicos fondos de tonos estridentes de su predecesor. De hecho, mientras que en títulos anteriores los sprites eran menos detallados en el mapa que en las batallas, en Final Fantasy VI ambos mantienen la misma resolución, lo que permitió el uso de animaciones que representaran una mayor variedad de movimientos y expresiones faciales.
Aunque no fue la primera en utilizarlo, esta entrega fue una de las que mejor aprovechó el Modo 7, una de las funcionalidades más avanzadas de Super Nintendo, que simula una tercera dimensión mediante un efecto de punto de fuga con profundidad. Cierto es que Final Fantasy IV ya lo empleó de manera limitada en su mapa del mundo y como fondo de algunos hechizos. En tanto que en V este efecto estuvo ausente del todo, en Final Fantasy VI ya apareció desde su escena introductoria, donde la ciudad de Narshe va surgiendo gradualmente en el horizonte entre un paisaje nevado. Los desarrolladores también lo usaron para la exploración del mapamundi y en algunas secuencias de acción.
Aun cuando el estilo es pixel art, el equipo de diseño gráfico se afanó por conseguir el resultado más realista posible con las limitaciones del medio y del cartucho —Hitoshi Sasaki, diseñador de los monstruos, comentaba que «siempre tenía problemas con la falta de memoria»—. Para lograr mejores efectos, emplearon una herramienta 3D para ilustrar sus elementos gráficos, donde pudieron aplicar reflejos, luz y sombras, para luego exportarlos a un software de sprites de Nintendo. El avance tecnológico permitió fondos más logrados, pero este apartado tampoco escapaba de las complicaciones del límite del memoria. Yusuke Naora y Shinichirō Hamasaka procuraron ajustarse a dicha traba con diferentes soluciones: duplicaban sprites para formar paisajes o los rotaban para que lucieran distintos.
A nivel artístico marcó un punto de inflexión en la saga, al abandonar la estética fantástica y colorida en favor de un aspecto más oscuro y steampunk. Yoshitaka Amano ilustró varias ciudades en dicha tónica, como la que aparece en la portada del juego. Kazuko Shibuya y Tetsuya Nomura crearon algunos diseños propios y se encargaron de plasmar el arte conceptual de los personajes de Amano en pixel art, cuyo producto fue un importante paso adelante en el panorama de los videojuegos de rol. Los vehículos blindados Magitec que aparecen en los créditos iniciales fueron obra de Tetsuya Takahashi, uno de los directores gráficos. El resultado le gustó tanto a Sakaguchi que descartó la idea original de reutilizar los sprites del juego para la escena.

### Localización

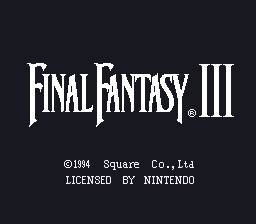
El título de la abertura de la versión norteamericana original, nombrado Final Fantasy III.

La localización y el lanzamiento norteamericano de Final Fantasy VI que hizo Square para Super Nintendo presentó varios cambios con respecto a la versión japonesa original. El más evidente es el cambio del título del juego de Final Fantasy VI a Final Fantasy III; dado que solo dos juegos de la serie se habían localizado en Norteamérica en ese momento, la sexta obra se distribuyó como Final Fantasy III para mantener la continuidad del nombre. A diferencia de Final Fantasy IV (allí lanzado como Final Fantasy II), no hay cambios importantes en la jugabilidad, no obstante sí hubo varios ajustes editoriales en el guion en inglés. En una entrevista de enero de 1995 con la revista Super Play, el traductor Ted Woolsey explicó que «hay cierto nivel de jugabilidad y [...] sexualidad en los juegos japoneses que simplemente no existe aquí [en Estados Unidos], debido a las reglas y lineamientos de Nintendo of America». En consecuencia, se censuraron ciertos elementos gráficos (por ejemplo, los que mostraran desnudez) y se cambiaron los carteles de los edificios en las ciudades (los bares pasaron a ser cafeterías), así como las alusiones religiosas, como el hechizo «Holy» (santo), que pasó a llamarse «Pearl» (perla).
El lanzamiento también tuvo muchos cambios de nombres, aunque en el caso de los personajes, fueron necesarios debido a las restricciones técnicas que limitaban seis letras por nombre (por ejemplo, Stragus fue recortado a Strago). Otras modificaciones tienen su raíz en las diferencias entre las culturas japonesa y estadounidense. Por ejemplo, el nombre de Terra en Japón, Tina, sonaba exótico para el público nipón pero es común en inglés. El único encargado de la traducción fue Ted Woolsey, quien tuvo treinta días para terminarla. Debido a las limitaciones de memoria, tuvo que recortar numerosos diálogos y expresiones. Aun con todo, se considera a Final Fantasy VI como uno de los primeros juegos de rol en tener una «localización seria».
El relanzamiento de PlayStation en 1999 presentó solo pequeños cambios en la localización inglesa. El título del juego volvió a ser Final Fantasy VI en vez de III para unificar la numeración de la serie en Norteamérica y Japón con el lanzamiento anterior de VII. También se ajustaron los nombres de algunos elementos y personajes, como el objeto «Fenix Down», que se extendió a «Phoenix Down». A diferencia de la adaptación para PlayStation de Final Fantasy IV —incluido en la compilación Final Fantasy Chronicles—, el guion se mantuvo esencialmente intacto. La versión para Game Boy Advance (2006) tiene una traducción diferente, que corrió a cargo de Tom Slattery. Esta preservó la mayoría de las denominaciones de personajes, lugares y la terminología de la localización de Woolsey, pero cambió los nombres de los objetos y los hechizos para que coincidieran con las convenciones utilizadas en títulos más recientes de la saga. El guion revisado conserva ciertas líneas «peculiares» del original, mientras que aclaró algunos puntos que resultaron confusos en la primera localización.

### Contexto e impacto en la saga
Desde su concepción, la franquicia Final Fantasy se diferenció de su competidora, Dragon Quest, por las novedades que cada juego iba introduciendo, cuya identidad conjunta más bien nace de un estilo compartido. Squaresoft consolidó esta identidad mediante un enfoque particular del género fantástico, influencias mitológicas y literarias comunes y los diseños característicos de Yoshitaka Amano. Casi todos comparten ciertos elementos, como el bestiario —y los reconocibles chocobos y moguris—, las armas y accesorios, los nombres y los medios de transporte que se repiten o las invocaciones. Desde la primera (1987) hasta la quinta entrega (1992), la serie mantuvo una fórmula relativamente constante: mundos de fantasía de ambientación medieval, donde la magia y unos cristales místicos —que a menudo codicia el antagonista— desempeñan un papel central en la trama, si bien cada juego es independiente entre sí. En una entrevista con Famitsu, Hironobu Sakaguchi expresó el desinterés que el equipo sentía en aquel momento hacia la fantasía tradicional, lo que motivó la decisión de añadirle componentes tecnológicos. El telón medieval no era único de Final Fantasy, sino que estaba asociado a los videojuegos de rol japoneses en general. Por ello, la decisión de Sakaguchi de introducir ciencia ficción al universo de la sexta obra fue un movimiento rupturista en 1994, tanto para la franquicia como para el género, y que marcó la evolución de los títulos que vendrían después.
Las diferencias con sus predecesores se hicieron notar desde la propia introducción. En comparación con el quinto episodio, aunque ambos comparten un mayor énfasis en el lenguaje visual, Final Fantasy VI se distancia por el uso de imágenes más alegóricas y por omitir la presentación directa del héroe o de la aventura que tendrá lugar:

Una apertura con una estética a la vez oscura e inquietante, que desarrollaba una historia, como poco, sórdida, y prescinde de colores llamativos y de la idea de fantasía heroica de los dos juegos anteriores. [...] Así, el juego empezaba con un tema oscuro [...]. A continuación, el título aparecía en letras llameantes, dando paso a una introducción, con imágenes y texto, que evocaba la historia del mundo y los acontecimientos presentes. Después, la imagen se congelaba en un acantilado azotado por el viento [...]. Entonces, los créditos iniciales empezaban a mostrarse bajo el uso del Modo 7, junto al costoso avance de tres figuras mecanizadas que se enfrentaban a una ventisca y simbolizaban la marcha hacia delante de los acontecimientos [...]. Nunca una introducción de un videojuego había aludido con tanto acierto a la aventura que se avecinaba, ni había sido tan ambiciosa en su dirección, aprovechando al máximo las posibilidades técnicas de la época [...].
Dasnoy y Bouton-Drouard

Al igual que en entregas anteriores, conserva varios de los elementos característicos de la saga, aunque con ciertas variaciones. Las invocaciones, por ejemplo, adoptan aquí la forma de espers, que desempeñan un papel central tanto en el desarrollo argumental como en la cosmogonía de su mundo. Además, su función no se limita al combate: los espers se integran en las mecánicas de progreso de los personajes, lo que permite establecer una conexión directa entre la narrativa y la jugabilidad. Este enfoque tuvo una influencia notable en los títulos posteriores, en particular en las materias de Final Fantasy VII y el sistema de enlaces de VIII. Por su parte, las misiones secundarias, características del género y ya presentes en los episodios previos, dieron un paso adelante en cuanto a su integración con la trama y los protagonistas, sin abandonar tampoco las clásicas mazmorras ocultas o los objetos raros escondidos. Por ejemplo, para descubrir el pasado de Shadow, el jugador debe descansar en unas posadas determinadas para ver sus recuerdos, sin ninguna recompensa más allá de darle mayor trasfondo al personaje. También incorpora enfrentamientos opcionales contra jefes poderosos, una fórmula que VII retomaría con las criaturas conocidas como las «Armas».

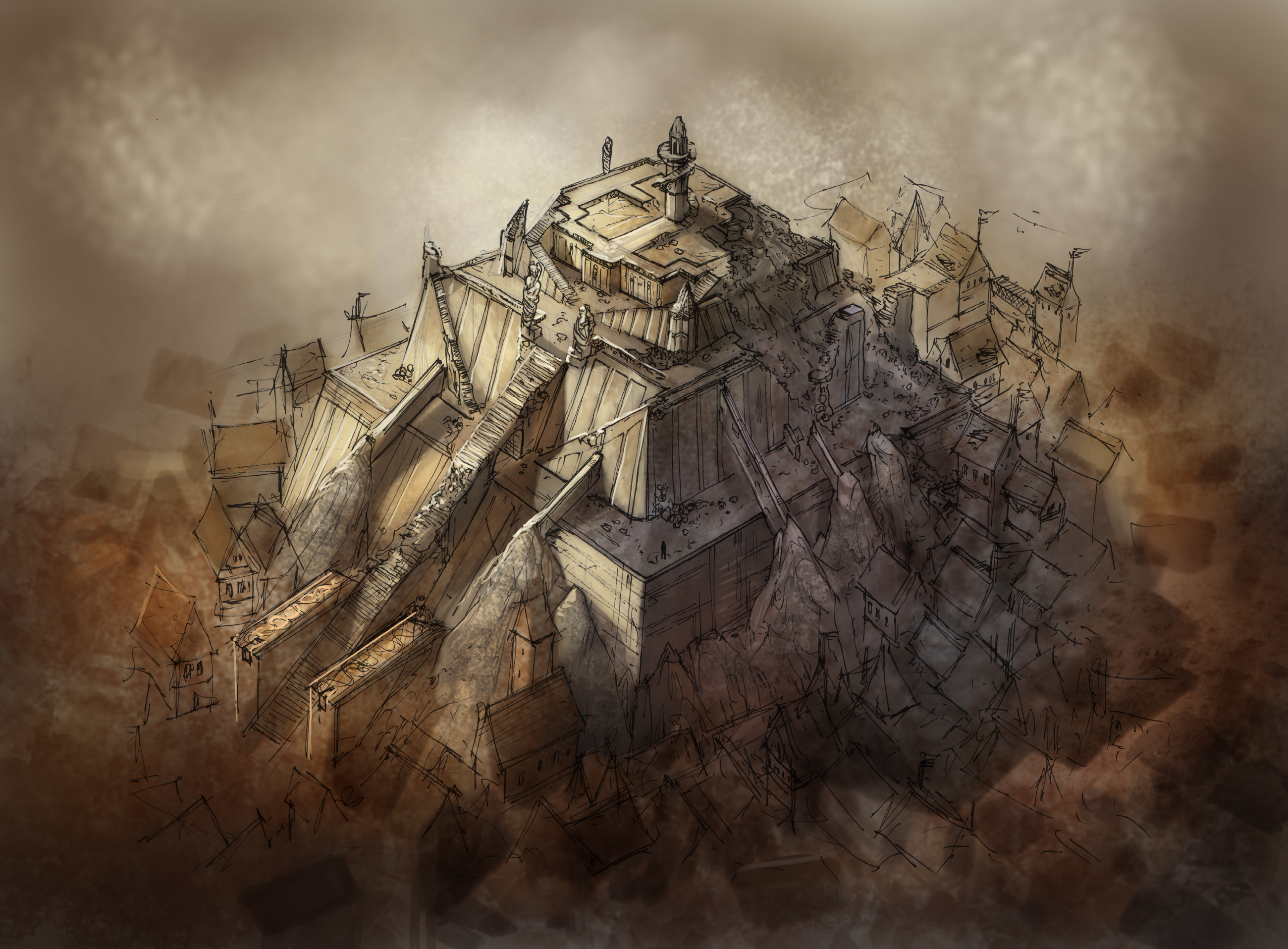
Vector es la capital del Imperio y la ciudad más industrializada del juego, presidida por el palacio real, un zigurat de hierro y acero. Fue la precursora de Midgar, la principal megalópolis de Final Fantasy VII.

Otra base desde la que partió la sexta entrega es el bestiario compartido, que tiene influencias de mitologías asiáticas y celtas. Dado el cambio en su ambientación, añadió además monstruos de cosecha propia acordes a su contexto: soldados con protecciones parecidas a las de la Primera Guerra Mundial, las armaduras Magitec, insectos mecánicos, grúas, etc. En cuanto a la exploración, al igual que en los demás títulos de la serie, está limitada según la disponibilidad de diversos medios de transporte. En Final Fantasy IV el grupo obtiene un barco volador bastante rápido, mientras que en esta se demora más con el objetivo de buscar más variedad en la narrativa. Dentro del mundo se atisban lugares como Zozo, un suburbio empobrecido, o Vector, la capital imperial, que sirvieron de esbozo para Midgar de VII.
Con el fin de la generación de Super Nintendo, y ante las limitaciones de almacenamiento de los cartuchos de 64 MB de Nintendo 64, Squaresoft decidió enfocar sus esfuerzos en la nueva consola de Sony, la PlayStation. Más allá de la continuidad en el plano técnico, Final Fantasy VI ejerció una notable influencia temática sobre su sucesor. Desde sus primeros compases, el séptimo episodio retoma una ambientación similar: un mundo industrializado dominado por una organización militar y totalitaria que ejerce su poder sobre la población, cuya tecnología amenaza el equilibrio natural. A este poder se opone un grupo rebelde compuesto por los protagonistas. De forma similar a regiones como Doma o Maranda, en VII se encuentran ciudades como Wutai o Corel del Norte, que también resisten la hegemonía de la corporación dominante, Shinra. La construcción narrativa de ambos títulos parte de un trasfondo comparable: en cada uno, un científico realiza experimentos con una raza ancestral, que dan origen a los antagonistas principales, Kefka y Sephiroth. Por su lado, Terra y Cloud tienen amnesia y se unen a un grupo revolucionario mientras descubren su identidad. También pueden trazarse paralelismos entre los personajes femeninos. Aerith Gainsborough, descendiente de una civilización legendaria, fue criada durante su infancia por un científico, lo que referencia los orígenes de Terra —hija de un esper— y los primeros años de Celes. Asimismo, la muerte de Aerith guarda relación con el intento de suicidio de la exgeneral.

## Banda sonora
Nobuo Uematsu, el compositor habitual de la serie, fue el encargado de la música de Final Fantasy VI. La banda sonora incluye temas para cada personaje y ubicación principal, así como música para batallas estándar, combates contra jefes y escenas cinemáticas relevantes. Las piezas se caracterizan por el uso recurrente del leitmotiv, así como la diversidad de estilos musicales empleados. La revista Vandal señaló las influencias de Richard Wagner y del Romanticismo. Super Nintendo permite el uso de ocho canales de sonido simultáneos, en contraste con los tres de Nintendo Entertainment System, y puede simular arreglos orquestales con cierto nivel de realismo. Aun así, debido a las limitaciones técnicas de la consola, Uematsu tuvo que trabajar estrechamente con Eiji Nakamura, ingeniero de sonido, quien preparó las muestras de los instrumentos virtuales. «Dancing Mad» y «Balance Is Restored» —que duran diecisiete y veintiún minutos— fueron en su época «proezas técnicas sin precedentes».

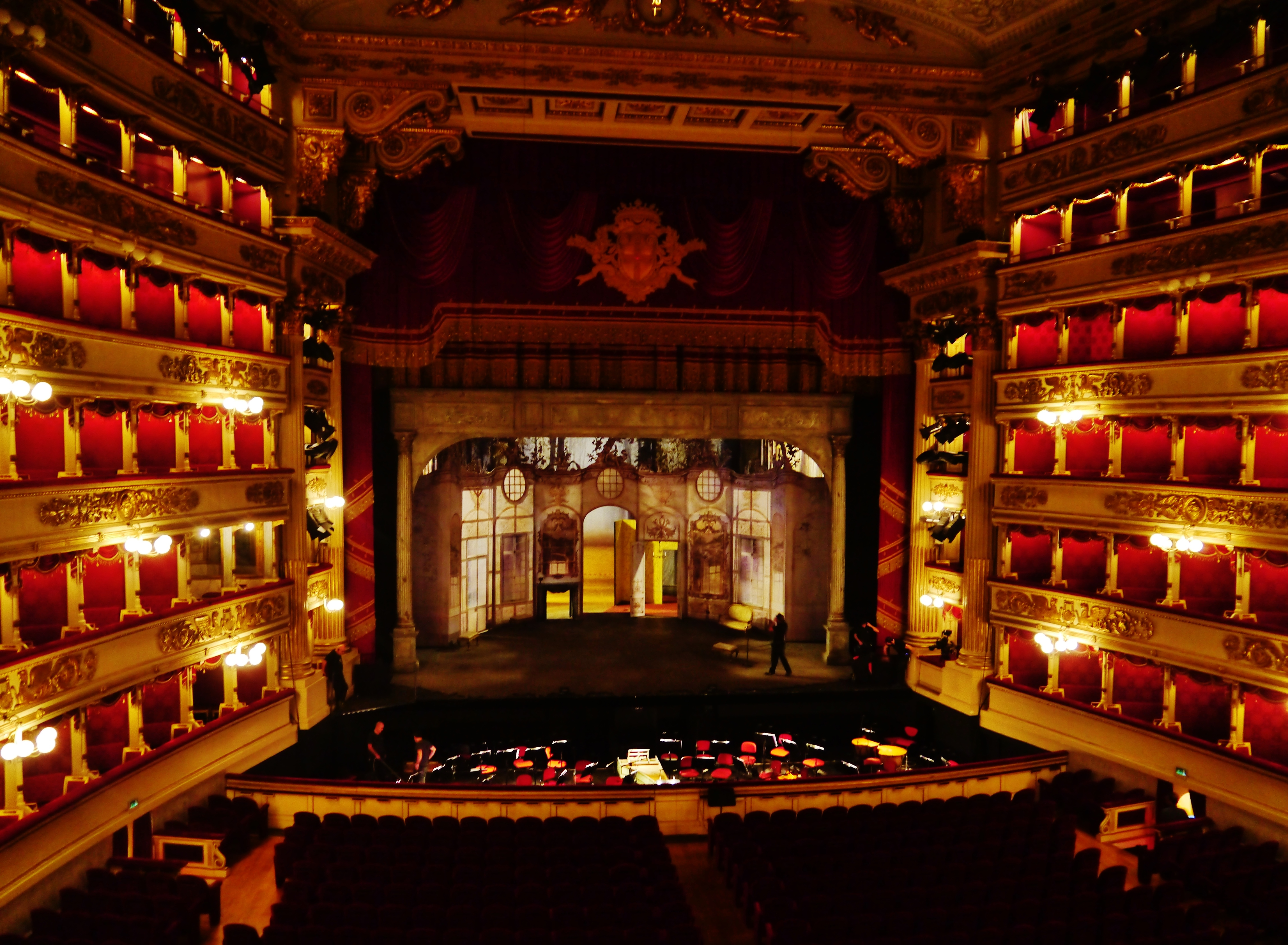
En varios aspectos, Final Fantasy VI fue un punto de inflexión en la saga, que viró hacia una estética y banda sonora más complejas. La secuencia de la ópera es uno de los símbolos de la sexta entrega, y junto a «Dancing Mad», marcó cómo Square conceptualizaría la música a partir de ese momento para los siguientes Final Fantasy. En la imagen, el Teatro alla Scala de Milán.

«Aria di Mezzo Carattere», que suena en la escena de la ópera, tuvo como intérprete a una voz sintetizada ininteligible que armoniza la melodía, ya que las restricciones técnicas del chip de sonido SPC700 de Super Nintendo impidieron el uso de voces reales. Nakamura tuvo que seguir las directrices de Uematsu y declaró que «fue muy difícil» conseguir que la ópera sonara como una voz humana. Finalmente en 2022, en la versión Pixel Remaster, varios cantantes de ópera pudieron interpretar la parte vocal. En la pieza «Dancing Mad», que acompaña la batalla final contra Kefka, queda patente la influencia del rock en su percusión, así como la música clásica y su pasaje central marcado por la cadenza del órgano. La canción final, «Balance Is Restored», combina todos los temas de los personajes protagonistas en una composición que dura más de veintiún minutos; Adam Corn, de Soundtrack Central, la nombró una «obra maestra» y Bob Mackey, de 1UP.com, la calificó como «la mejor canción en la historia de los videojuegos». Otras piezas célebres son «Terra's Theme» y la canción de apertura, «Omen». El tema de Celes, con una caja de música acompañada por instrumentos de cuerda, fue un adelanto del estilo musical que seguirían los siguientes títulos, e influenció canciones como el tema de Aerith de Final Fantasy VII.
La crítica considera que la banda sonora de Final Fantasy VI es una de las obras más célebres de Uematsu, así como una de las mejores de la industria. Marcó un hito importante en la forma en que se veía y apreciaba la música en el medio, demostrando, según el sitio web GameSpot, «la creciente sofisticación de la música de los videojuegos». El propio Uematsu se mostró satisfecho con la recepción de la banda sonora por parte de los fans de la serie y los críticos, y declaró que «con la emoción y satisfacción que sentí al final del proyecto, pensé que había logrado mi objetivo principal, y que podía dejar de componer música para videojuegos sin remordimientos», y que es su creación favorita.

### Álbumes y arreglos
El álbum Final Fantasy VI Grand Finale incluye una versión arreglada de «Aria di Mezzo Carattere», que la soprano Svetla Krasteva interpreta en italiano con un acompañamiento orquestal. Esta versión suena en el vídeo de movimiento completo del final de la versión de PlayStation, con la misma letra pero con un diferente arreglo musical. Además, el álbum Orchestral Game Concert 4 cuenta con una versión extendida de la ópera, con arreglos y conducción de Kōsuke Onozaki y que interpretó la Orquesta Sinfónica de Tokio, con Wakako Aokimi, Tetsuya Ōno y Hiroshi Kuroda en la parte vocal. También se presentó en el concierto More Friends en el Gibson Amphitheatre en 2005, usando una nueva traducción al inglés de la letra. El grupo Machinae Supremacy tocó «Dancing Mad» en el concierto Play! A Video Game Symphony en Estocolmo (Suecia) el 2 de junio de 2007.
La banda sonora original de Super Nintendo, Final Fantasy VI: Original Sound Version, se lanzó el 25 de marzo de 1994 exclusivamente en tres discos compactos en Japón. Más adelante se publicó una versión en Norteamérica, titulada Final Fantasy III: Kefka's Domain. Final Fantasy VI: Grand Finale presenta once pistas del juego, con arreglos de Shirō Sagisu y Tsuneyoshi Saito y la interpretación de Ensemble Archi Della Scala y la Orquesta Sinfónica de Milán. Piano Collections: Final Fantasy VI, el segundo álbum de arreglos, contiene trece canciones que tocó Reiko Nomura al piano.
| Año  | Álbum                                   | Información adicional      |
| ---- | --------------------------------------- | -------------------------- |
| 1994 | Final Fantasy VI Original Sound Version | Versión original del juego |
| 1994 | Final Fantasy VI Piano Collections      | Versión para piano         |
| 1994 | Final Fantasy VI Grand Finale           | Versión para orquesta      |

## Análisis temático y estilístico
Uno de los temas centrales que presenta desde sus primeros minutos es la dicotomía entre tecnología y naturaleza —representada esta última por la magia—, lo que también puede entenderse como un conflicto entre lo nuevo y lo antiguo, encarnado respectivamente por el Imperio y los Replicantes (junto a los espers). Las distintas naciones del juego adoptan posturas opuestas frente al proceso de industrialización: el Imperio Gestahl avanza sin límites éticos en su desarrollo tecnológico, mientras que el reino de Doma rechaza por completo ese tipo de progreso. Fígaro, en cambio, representa una posición intermedia, sin adoptar la radicalidad del Imperio. Este equilibrio frágil lo rompe el «principal acontecimiento» narrativo del juego: la victoria del antagonista y la consecuente transformación del planeta. El continente flotante marca el paso del Mundo del Balance al Mundo en Ruinas, y sirve como un puente entre lo conocido y lo inexplorado. La narrativa construye este desenlace a través de un declive progresivo en la situación global y la incertidumbre que viven los protagonistas: Terra acaba de descubrir su identidad, Celes enfrenta la verdad sobre el Imperio, Sabin lamenta la muerte de su maestro, y personajes como Shadow o Locke aún cargan con los secretos de su pasado. Todo ello anticipa que el equilibrio no será restaurado, sino que el mundo sufrirá una transformación profunda.
Incluso antes del apocalipsis, muchos personajes están marcados por la pérdida desde el principio. El juego introduce con frecuencia temas como la muerte y el duelo. Este último se aborda en especial durante la secuencia del Tren Fantasma, donde los personajes cruzan vagones llenos de espíritus hasta enfrentarse a la locomotora. La escena simboliza el proceso que debe atravesar Cyan para superar la pérdida de su familia. Pese a derrotar al enemigo, el tren continúa su curso —presenta la muerte como un fenómeno inevitable— y, en la siguiente estación, recoge a los habitantes de Doma que Kefka asesinó. Esta secuencia es uno de los primeros momentos alegóricos de la trama y manifiesta el componente surrealista propio de la fantasía. Más adelante, el grupo vuelve a adentrarse en un mundo onírico a través de los sueños de Cyan, todavía afectado psicológicamente. Otro rasgo característico del juego es su tono teatral, que se ve plasmado en el nivel de la ópera, donde confluyen el irrealismo, una «composición pictórica» —que remite al estilo de Amano— y una intención metafórica.

### Opresión e identidad
La entrega también explora las relaciones de poder y la subyugación que ejerce la autocracia de Gestahl. Tras ser liberada del control de la corona que la mantenía esclava, Terra comienza un proceso de recuperación de sus recuerdos y cuestionamiento de su identidad como «soldado del Imperio». La primera conversación que mantiene con Locke, miembro de los Replicantes, actúa como un punto determinante: él niega la validez de su condición de agente imperial y le ofrece una nueva forma de pertenencia, libre del dominio que hasta entonces ejercía la nación sobre ella. Desde una perspectiva foucaultiana, esta escena puede interpretarse como una representación del poder en sus diferentes manifestaciones. Michel Foucault define el poder no únicamente como coerción directa, sino como una red de relaciones sociales que regulan lo que las personas pueden ser, hacer o pensar. En este contexto, el Imperio actúa como una fuerza soberana que impone una estructura jerárquica a la identidad de los individuos. Al mismo tiempo, la corona refleja el ejercicio del poder disciplinario, al convertir a Terra en un cuerpo útil al servicio del país y despojarla de voluntad propia. Finalmente, su autoidentificación como «soldado» puede leerse como un efecto del biopoder, que actúa moldeando la percepción de los sujetos sobre sí mismos en función de su utilidad dentro del sistema imperial.
La conversación entre Terra y Locke representa, en este marco, un momento de resistencia discursiva. Locke interrumpe el discurso dominante al afirmar que ella no es responsable de sus actos pasados y que existe una alternativa a la subordinación. Este intercambio empuja a Terra más allá del control imperial y abre la posibilidad de escapar de esa situación. El académico Gregory D. Jones lo interpreta como una ruptura con el poder colonial que da paso a la formación de una identidad poscolonial. Asimismo, el dominio del Imperio se manifiesta desde el comienzo del juego mediante el uso sistemático de la violencia y la manipulación ideológica, como es el caso de la masacre de Doma. También afecta a personajes que le son afines, como Celes, que acepta su condena a muerte por traición y en un primer momento prefiere permanecer encadenada, símbolo de su conflicto interno y su proceso de pérdida de identidad. Su presencia despierta tensiones dentro del grupo rebelde, particularmente con Cyan, que rechaza confiar en alguien que formó parte del aparato opresor.
La relación entre ambos personajes muestra un tipo de resistencia discursiva a través de sus diálogos y su reconocimiento mutuo. Por ejemplo, cuando Cyan le espeta que no confiará en ella, la exgeneral le responde que le parece bien y que decida tras juzgar sus acciones. Tanto Celes como Cyan, y también Terra, encarnan identidades híbridas: todos ellos proceden de contextos marcados por el poder imperial —ya sea como soldados, víctimas o sujetos alterados por la magia—, pero trascienden esa procedencia mediante experiencias compartidas y vínculos afectivos. De acuerdo a Jones, este proceso alude a una forma de resistencia postcolonial basada en la amistad y el reconocimiento, más allá de la confrontación directa. La primera mitad del juego se centra en concreto en el mestizaje de Terra, cuya existencia demuestra la posibilidad de una relación pacífica entre los seres humanos y los espers.

### Mundo postapocalíptico

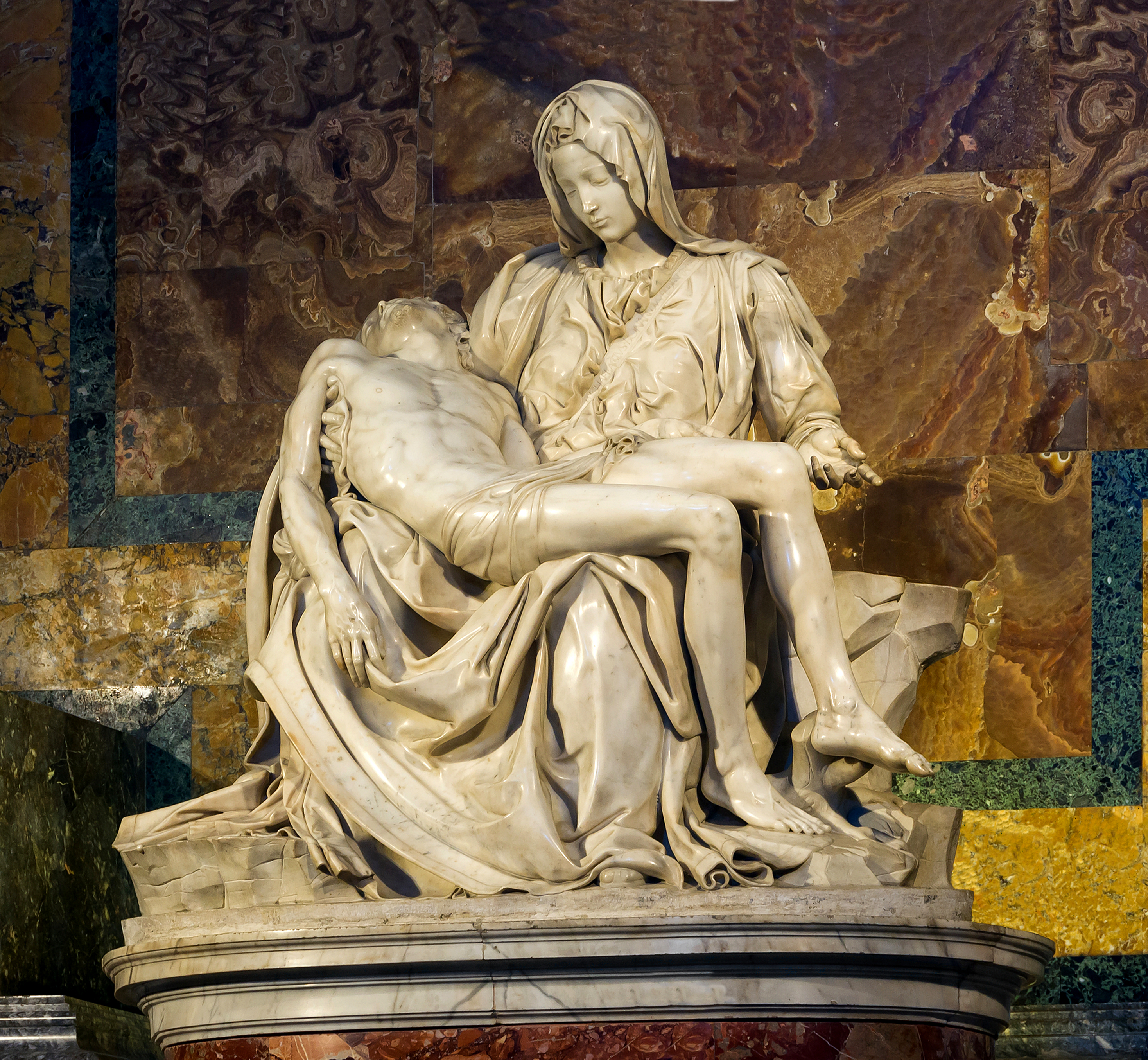
La batalla final contra Kefka presenta múltiples referencias religiosas, entre ellas una tercera fase que recuerda a la Pietà de Miguel Ángel. Según el portal Destructoid, en esta representación el villano adopta la misma postura que Jesús en la escultura original, de forma que sustituye al «paradigma de la humanidad» —asociado a «la luz y la verdad»— por una visión centrada en la desesperación y la destrucción.

La ambientación del Mundo en Ruinas refleja la desesperanza y el caos de un contexto posbélico. En este escenario se erige la torre de Kefka, compuesta por los escombros del Imperio (del viejo mundo) gracias a su poder mágico. A través de esta construcción, el antagonista concentra en su figura la dicotomía inicial que plantea la obra. El estado del mundo tras el cataclismo puede interpretarse como una metáfora del infierno, mientras que la torre sería el purgatorio que los héroes deben superar para alcanzar la salvación. Uno de los aspectos que más explora el título es la mentalidad de Kefka, quien, tras vencer a los protagonistas, adquiere una condición divina. La locura del personaje, producto de los experimentos que sufrió en el pasado, se manifiesta en un rechazo hacia el mundo y una disociación entre la realidad y su percepción. Su desarrollo viene dado por el rechazo, que proviene tanto de enemigos como aliados —desde Celes hasta el Emperador Gestahl—, y sus acciones maníacas lo llevan a «simbolizar los mayores horrores que habitan el planeta».
Aunque sus motivaciones no responden al deseo de poder o gloria, Kefka representa la figura del mal en el mundo postapocalíptico. Sin embargo, en la batalla final su discurso adopta un tono nihilista y niega el valor de la existencia, de forma que diluye la noción de moralidad. No expresa odio hacia los miembros del grupo y declara su intención de crear un «monumento a la inexistencia». Esta postura puede vincularse con el pensamiento de Friedrich Nietzsche: en su última transformación, al fusionarse con la Tríade Marcial, trasciende su propia divinidad y, al ser derrotado, provoca la desaparición de la magia. De este modo, cumple involuntariamente con la «muerte de Dios» a manos de los superhombres. En esta misma fase su figura desciende del cielo y posee varios pares de alas, que lo asemejan a un ángel. Mientras que las de arriba son blancas, las inferiores son negras, más parecidas a las que podría tener un demonio; esta dualidad, según algunos análisis, representaría tanto su parte divina como humana.
A partir de la desaparición de sus referentes, la enseñanza que propone Final Fantasy VI gira en torno a encontrar esperanza en un mundo destruido. El intento de suicidio de Celes actúa como un punto de inflexión, al transformar el sufrimiento del personaje en una renovada valoración de su vida y de la de sus compañeros. La estructura no lineal del Mundo en Ruinas permite explorar otros temas desde una perspectiva más esperanzadora: Terra está cuidando de un grupo de niños huérfanos y reafirma su determinación para proteger a quienes ama, mientras que dos adolescentes enfrentan y aceptan un embarazo en un entorno adverso. A diferencia del Mundo del Balance, en esta sección no fallece ningún otro personaje además de Kefka. Una vez que el jugador logra reunir de nuevo al grupo protagonista, estos pasan a representar un símbolo de renacimiento.

## Versiones y lanzamientos
| 1994 | SNES                       |
| 1995 |                            |
| 1996 |                            |
| 1997 |                            |
| 1998 |                            |
| 1999 | PlayStation                |
| 2000 |                            |
| 2001 |                            |
| 2002 |                            |
| 2003 |                            |
| 2004 |                            |
| 2005 |                            |
| 2006 | Advance (GBA)              |
| 2007 |                            |
| 2008 |                            |
| 2009 |                            |
| 2010 |                            |
| 2011 |                            |
| 2012 |                            |
| 2013 |                            |
| 2014 | Versión para Android e iOS |
| 2015 |                            |
| 2016 |                            |
| 2017 |                            |
| 2018 |                            |
| 2019 |                            |
| 2020 |                            |
| 2021 |                            |
| 2022 | Pixel Remaster             |

### Versión original
El juego se lanzó por primera vez para la consola Super Nintendo Entertainment System el 2 de abril de 1994 en Japón. Más tarde, llegó a Norteamérica el 11 de octubre del mismo año, bajo el nombre de Final Fantasy III. Esta versión no estuvo disponible en Europa y Oceanía hasta que Square Enix la publicó en la Consola Virtual de Wii a lo largo de 2011. Solo en el país nipón, también salió para el mismo servicio en Wii U el 26 de junio de 2013 y en New Nintendo 3DS el 23 de agosto de 2017. Por último, formó parte del catálogo de SNES Classic Edition, que salió al mercado en 2017.

### PlayStation
En 1999, Tose adaptó y Square reeditó Final Fantasy VI para PlayStation en Japón y Norteamérica —no fue hasta 2002 que también se publicó en Europa y Australia—. En el país asiático, estuvo disponible tanto individualmente como formando parte de Final Fantasy Collection, mientras que en Norteamérica solo se publicó dentro de Final Fantasy Anthology. La versión PAL incluía una demo de Final Fantasy X. En 2011, se volvió a lanzar como parte del catálogo «PSone Classics»: en Japón el 20 de abril, en territorios PAL el 2 de junio y en Norteamérica el 6 de diciembre.
La versión de Playstation es muy similar a la original japonesa de Super Nintendo. Como añadido, tiene dos secuencias de movimiento completo en la introducción y al completar la historia. Los gráficos, la música y el sonido se mantuvieron iguales, y el único cambio notable es en la jugabilidad, que corrige un error que estaba en la versión original, en tanto que añade otros nuevos. Como contraparte, este lanzamiento padece de largos tiempos de carga, especialmente en combates. También incluye la opción de guardar mediante un memo save, que permite crear un guardado efímero sin que requiera la Memory Card. Esta versión incluye otras características especiales añadidas, como un bestiario y una galería de imágenes.

### Final Fantasy VI Advance
Tose hizo un segundo port para Game Boy Advance llamado Final Fantasy VI Advance. Square Enix lo publicó en Japón el 30 de noviembre del 2006, y Nintendo en Norteamérica el 5 de febrero del 2007 y en Europa el 29 de junio del mismo año. Por primera vez el juego se tradujo al alemán, francés, español e italiano, y además tuvo una nueva localización al inglés que, aunque mantiene ciertos nombres, como Terra y Sabin (Tina y Mash en japonés), guarda mayor fidelidad con la terminología original de la edición japonesa de Super Nintendo y los títulos más recientes de la franquicia.
El motor gráfico es el mismo que el del lanzamiento de 1994, pero, debido a las características de la consola, la definición de la imagen es inferior. También bajó la calidad del sonido por lo limitado del chip de audio y los altavoces. Por otra parte, esta adaptación cuenta con tres hechizos adicionales, nuevos espers (Leviathan, Gilgamesh, Cactilio, y Diablo), una nueva mazmorra (el Nido del Dragón) con un jefe oculto (el Dragón Káiser, que no llegó a incluirse en la versión de Super Nintendo) y el Templo de las Ánimas, donde el jugador debe encadenar 128 combates sin poder guardar partida. Como novedad, dentro de los cuadros de diálogo aparecen los retratos de los personajes que estén hablando, con mayor parecido a los diseños originales de Yoshitaka Amano; el artista además realizó una ilustración nueva para la portada del juego. De forma similar al lanzamiento de PlayStation, Advance incluye una opción de guardado rápido y un bestiario.

### Dispositivos móviles y PC
Al igual que con Final Fantasy V, para la nueva versión publicada para Android e iOS (el 15 de enero y el 5 de febrero de 2014) Square Enix optó por rediseñar los sprites y entornos, que reemplazaron los modelados antiguos. Además se mantuvieron las nuevas prestaciones incluidas en la versión para Game Boy Advance, como las invocaciones y la mazmorra adicional. Kazuko Shibuya se encargó del diseño de los personajes principales y supervisó el resto del apartado gráfico. Entre sus añadidos, este lanzamiento incluye una barra de objetivos y un sistema de batallas automáticas, así como un rebalanceo de las mismas. El 16 de diciembre de 2015 se lanzó un port de esta misma versión a PC.
Por lo general, la crítica apreció los controles adaptados y el nuevo diseño de los fondos. Sin embargo, tuvo una serie de controversias en relación con su aspecto visual y algunos errores. Por ejemplo, el lanzamiento para dispositivos móviles tenía un bug que congelaba el juego hacia la mitad de la historia, y tampoco mostraba el comando «Técnica» de Sabin en los menús —Matthew Diener, de Pocket Gamer, señaló que parecía «un trabajo apresurado»—. En el ámbito gráfico, algunas texturas aparecen cortadas y los sprites resultaron borrosos por el uso de un escalado y un filtro bilineal en toda la pantalla. Además, en el port a PC se estiró la imagen un 21 %, lo que deforma las proporciones de fondos y personajes. Con la llegada de Pixel Remaster, esta versión dejó de estar disponible en todas sus plataformas a partir de julio de 2021.

### Pixel Remaster
La versión Pixel Remaster, desarrollada por Tose y publicada por Square Enix, llegó a plataformas móviles y Steam el 23 de febrero de 2022, a PlayStation 4 y Nintendo Switch el 19 de abril de 2023 y a Xbox Series el 26 de septiembre de 2024. De este modo, Final Fantasy VI fue la última de una serie de remasterizaciones de los primeros seis títulos de la franquicia. Se lanzó también como parte del paquete Final Fantasy Pixel Remaster, que incluye las cinco obras anteriores. Esta versión presenta gráficos pixel art más detallados, tanto en los personajes como en los fondos.
La banda sonora, supervisada por Nobuo Uematsu, cuenta con arreglos instrumentales que sustituyen a la música MIDI original. Además, la escena de la ópera fue rehecha completamente en estilo HD-2D —de forma similar a Octopath Traveler (2018)—, con voces en siete idiomas distintos. A nivel jugable presenta cambios similares a las demás entregas de la serie Pixel Remaster, con el añadido del guardado rápido y autoguardado, batallas automáticas y un nuevo minimapa. También se modificaron algunas mecánicas de las batalla, especialmente la ejecución de las técnicas especiales de Cyan y Sabin. Por último, tiene una nueva interfaz de usuario y contenido adicional: un bestiario, una galería de ilustraciones y un reproductor de música dentro del juego. Por otra parte, mantiene algunas escenas censuradas de la versión para Game Boy Advance, pero no incluye el contenido que se añadió en dicha consola.

## Recepción

### Comercial
A mediados de 1994, el departamento de publicidad de Square reportó que había alcanzado una distribución de 2.55 millones de copias en Japón, donde se convirtió en el videojuego más vendido del año. En Estados Unidos, debutó en el mercado durante el último trimestre de 1994 y se posicionó como el juego más comercializado para Super Nintendo en octubre, además de ocupar el octavo lugar entre los cartuchos más vendidos de la consola ese año. No obstante, según Sakaguchi, no logró consolidarse como un éxito comercial en esa región. Para marzo de 2003, el total de copias despachadas a nivel mundial ascendía a 3.48 millones, de las cuales 2.62 millones correspondían a Japón y 860 000 al resto del mundo. Final Fantasy Collection superó las 400 000 unidades comercializadas en 1999, por lo que se situó como el 31.º título más vendido del año en el país nipón. Por su parte, Final Fantasy Anthology fue saldado con unas 364 000 copias en Norteamérica. Final Fantasy VI Advance cosechó más de 223 000 ventas en Japón a finales de 2006, un mes después de su lanzamiento.

### Crítica contemporánea
Desde que fue lanzado en 1994, Final Fantasy VI ha recibido elogios por parte de la prensa del sector. GamePro calificó sus gráficos con un 4.5 sobre 5, y su sonido, control y factor de diversión con un 5, y afirmó que «personajes, tramas y escenarios con múltiples opciones se combinan para formar un juego fantástico». Los cuatro críticos de Electronic Gaming Monthly le otorgaron una puntuación unánime de 9 sobre 10 y su premio de «Juego del Mes». Comentaron que había establecido el nuevo estándar de excelencia en los juegos de rol. Elogiaron en especial a los gráficos, la música y la fuerte implicación emocional de la historia. También recibió varios premios de la revista durante 1994, incluyendo «Mejor juego de rol», «Mejor juego de rol japonés» y «Mejor música de un juego en formato de cartuchos». Además, clasificaron al juego en noveno lugar en su lista de 1997 de los 100 mejores juegos de consola de todos los tiempos. Famitsu le dio una puntuación de 37 sobre 40, por lo que fue uno de los dos títulos mejor valorados de 1994 (junto con Ridge Racer). Por su parte, Nintendo Power declaró que se trataba del «juego de rol de éxito de la década», a la par que destacó su sonido y gráficos mejorados respecto a sus predecesores, así como sus temáticas variadas. Además, la redacción sugirió que, dada la cantidad de historia y mecánicas que el juego ofrece, los jugadores podrían «perderse en el mundo durante meses». Sobre la trama del juego, señaló que «no era particularmente ingeniosa» y que «la historia suele ser sentimental, no está escrita para el público estadounidense».
En 1997, Nintendo Power lo clasificó como el octavo mejor juego de Nintendo, y afirmó que «tenía todo lo que uno podría desear: héroes, eventos que sacuden el mundo, magia, maldad sin sentido...». Ese mismo año, GamePro reseñó que «sigue siendo uno de los juegos de rol más divertidos, innovadores y desafiantes hasta la fecha». En 1996, la revista Next Generation, escribiendo sobre la franquicia en general, destacó la escena donde Terra cuida de un pueblo de niños huérfanos, señalando que «quizás pueda considerarse con seguridad el mejor momento de la serie [...] ninguna otra serie de juegos ha abordado temas tan importantes ni ha alcanzado tal nivel de profundidad y complejidad emocional».

#### Adaptaciones
El título continuó recibiendo críticas positivas tras el lanzamiento de las versiones para PlayStation y Game Boy Advance, que conservaron en gran medida las fortalezas de la original de Super Nintendo. El artículo de IGN de 1999 afirmó que los gráficos de la adaptación para PlayStation son «hermosos e impresionantes», superando su aspecto más «simplista» gracias a una atmósfera lo suficientemente sólida, en la que «los jugadores no tendrán problemas para [...] sumergirse en el entorno y la profunda historia». Andrew Vestal, de GameSpot coincidió en que, si bien los gráficos de Final Fantasy VI eran bastante anticuados en comparación con otros juegos de la consola de Sony, seguían siendo una «obra maestra del diseño 2D». Las reseñas positivas se concentraron en las nuevas animaciones de movimiento completo y la calidad del audio, mientras que los largos tiempos de carga al abrir el menú y la peor reacción a los comandos fueron objeto de críticas.
La prensa también consideró que Final Fantasy VI Advance fue una buena adaptación. Eurogamer le dio una puntuación de 9 sobre 10, justificando que logró transmitir la visión y la habilidad del equipo de desarrollo original sin cambios incluso después de tantos años. GameSpot consideró que los gráficos y sprites del juego eran vívidos, expresivos y que se adaptaban bien a las características de la consola portátil. Por otra parte, las limitaciones de la Game Boy Advance hicieron que el departamento de sonido tuviera menor calidad que las versiones de Super Nintendo y PlayStation, así como que se redujera la tasa de fotogramas en ciertas batallas. IGN destacó en especial su nueva traducción, que en comparación con la primera localización al inglés de Woolsey, siguió de forma más fiel el guion japonés y tuvo una redacción más fluida. En 2007, el mismo medio lo nombró el octavo mejor videojuego para Game Boy Advance, tildándolo de mejor título de la serie disponible para la consola.
La primera versión para dispositivos móviles y PC recibió, en cambio, reseñas mixtas. Aunque en general se consideró un experimento que consiguió su objetivo y en Metacritic recibió una media del 91 % (en la versión de iOS), el juego no convenció del todo debido al sistema de control táctil, numerosos errores y la completa reelaboración de los gráficos y sprites, que pese a tener una resolución más alta y detallada, muchos críticos describieron como más planos. Pixel Remaster, en cambio, tuvo un recibimiento más sólido, con medios como Nintendo World Report, Vandal o RPGamer afirmando que es la «mejor versión» de Final Fantasy VI. En Metacritic cuenta con un promedio del 87 % para PC. En su análisis para Vandal, Carlos Leiva destacó en especial la banda sonora remasterizada y sus nuevos arreglos instrumentales. También valoró de forma positiva las «mejoras de calidad de vida» en la jugabilidad. En cuanto a los gráficos, señaló que los personajes tienen un aspecto «más estilizado y proporcionado» y que, al igual que los fondos, están más detallados. A su vez, celebró que, pese a los cambios, se mantuviera la «esencia» del original, y en definitiva argumentó que es un «producto muy fiel y cuidado». Como aspecto negativo, recriminó que conserve las escenas censuradas de la versión de Game Boy Advance y, sin embargo, no incluya su contenido adicional. Escribiendo para RPGFan, Jerry Williams coincidió en mayor parte con estos puntos, pero lamentó que los sprites «han perdido detalle y se ven un poco planos» y que la iluminación y los colores, más brillantes, «son un paso atrás» en la ambientación.
El sitio web GameRankings indica los siguientes promedios de reseñas: 93.96 % para la versión de Super Nintendo, del 91.02 % para Game Boy Advance y del 92.14 % para la versión de iOS, lo que lo convirtió, a fecha de 2016, en el título mejor calificado de la serie en dicha página. En Metacritic, con una calificación del 92 % para la adaptación de Game Boy Advance y del 91 % para iOS, en cambio se coloca cuarto entre los Final Fantasy (en 2024).

### Retrospectiva
Una parte considerable de la crítica considera a Final Fantasy VI como uno de los mejores videojuegos de todos los tiempos, y numerosos sitios web especializados, como IGN, GamesRadar y RPGFan, lo han nombrado el mejor juego de Final Fantasy. En 2005, la IGN puso a Final Fantasy VI en el puesto número 56 de su lista de los 100 mejores juegos —el segundo mejor de la franquicia en la lista después de Final Fantasy IV—, señalando en especial al sistema de espers y su capacidad de personalización. En su reseña de Final Fantasy Anthology de 1999, Francesca Reyes de IGN alabó los gráficos del lanzamiento original, debido a que «parecieron superar los límites y las limitaciones técnicas de la consola». Además, recalcó su relevancia dentro del género, afirmando que «representó todo lo que un RPG debería ser y elevó los estándares de jugabilidad» y que inspiró los sistemas de clases de títulos como Wild Arms (1996) y Suikoden (1995). Sobre su modo de juego y su historia, aclamó que tomara «todos los conceptos de RPG anteriores» y que «creó algo completamente nuevo» con ellos o que los refinara «lo suficiente como para hacerlos propios». También reseñó de forma positiva la banda sonora —que consideró una «hazaña» técnica— y la libertad que ofrece al jugador.
Los usuarios de la web GameFAQs nombraron a la versión original de Super Nintendo como el décimo mejor juego de todos los tiempos en 2005, mientras que los lectores de la revista japonesa Famitsu lo votaron como el 25.º mejor de todos los tiempos a principios de 2006. Jake Alley, de RPGamer, opinó que se trataba de uno de los «mejores juegos jamás creados». Alabó su estética steampunk y sus gráficos en general, que aclaró que en la época solo fueron superados por Chrono Trigger (1995). Su banda sonora le pareció que «podría considerarse la mejor obra de todos los tiempos del compositor Nobuo Uematsu» y de su trama destacó los problema reales que trata, «la gran mayoría de los cuales no se han abordado en ningún juego de rol anterior ni posterior, desde el embarazo adolescente hasta el suicidio». En su retrospectiva de 2019, Joe Juba, de Game Informer, señaló que una de sus características más distintivas es la división entre el «Mundo del Balance» y el «Mundo en Ruinas» y su naturaleza no lineal y libre, en contraste con el desarrollo predefinido estándar que ofrece la primera mitad del juego. Tildó de «enfoque pionero» el recorrer el mundo reuniendo a los protagonistas, y afirmó que hizo que la narrativa estuviera «en gran medida impulsada por el jugador», lo que consideró que fue parte de la estructura básica que luego se utilizaría en los videojuegos de mundo abierto. También mencionó que «sentó las bases para el futuro de la serie», tanto por las mecánicas como su enfoque más cinematográfico de la historia. Jason Schreier, de Kotaku, hizo hincapié en su narrativa, alegando que «posee una profundidad de personaje que incluso hoy en día sería inusual en un videojuego» y que en 1994 «era algo sin precedentes». Comparando sus diálogos y escenas con juegos de rol más modernos, opinó que «prefiere ser sutil, y esa es una de las razones por las que es tan genial».